# Casa de Adolph Lomb
A Casa de Adolph Lomb (em inglês:  Adolph Lomb House) é uma residência histórica localizada em Pittsford no Condado de Monroe, estado de Nova Iorque, Estados Unidos. Tem três pavimentos, com telhados inclinados para sua fachada. Foi construída em 1907 em concreto moldado e paredes de tijolo. Localizava-se na época no ponto focal de uma grande fazenda e residência de verão de Adolph Lomb, filho mais velho de Henry Lomb (1848–1908), um dos co-fundadores da companhia de produtos ópticos Bausch & Lomb sediada em Rochester (Nova Iorque).
Foi listada no Registro Nacional de Lugares Históricos dos Estados Unidos em 1995. Até recentemente o edifício abrigou a sede da Pittsford Central School District. Atualmente a edificação contém escritórios da administração de Sutherland.

## Galaria

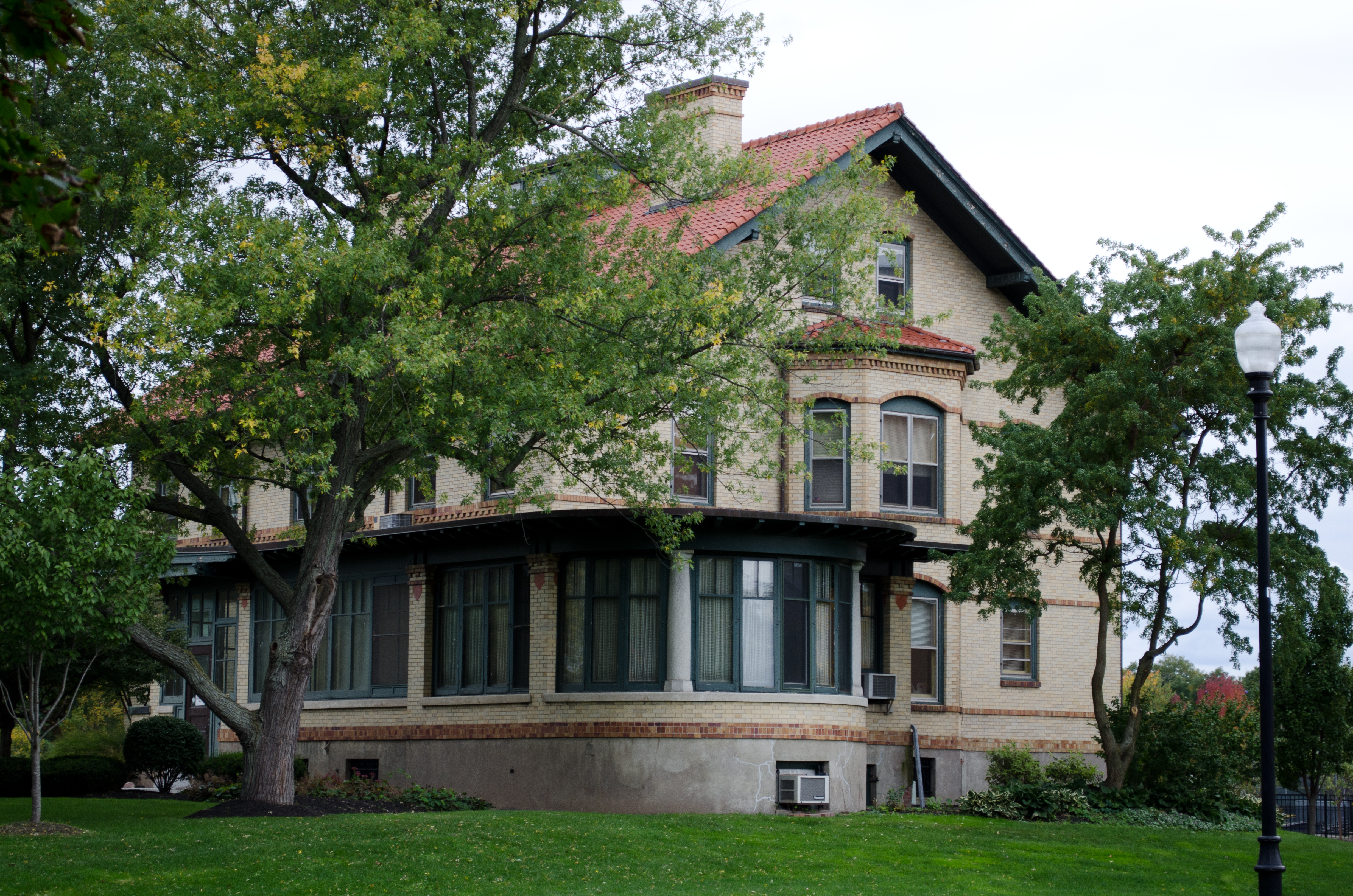
Vista de trás